# Callisto Caravario
Callisto Caravario SDB, (Cuorgnè, Turim; 18 de Junho de 1903 — Li-Thau-Tseul, 25 de Fevereiro de 1930), também grafado Calixto Caravario, foi um sacerdote católico italiano e missionário salesiano em Linchow (ou Lianzhou), na província de Guangdong, na China. Em 1930, foi martirizado a caminho de Linchow, juntamente com o seu bispo e vigário apostólico de Shiu Chow D. Luigi Versiglia. No dia 1 de Outubro de 2000, ambos foram canonizados e proclamados santos da Igreja Católica Romana, juntamente com os outros 118 mártires chineses, por decisão do Papa João Paulo II. A sua festa litúrgica comemora-se em 25 de Fevereiro, aniversário da sua morte, e em 9 de Julho, que se celebra a memória dos 120 mártires chineses.

## Biografia
No dia 18 de Junho de 1903, Callisto Caravario nasceu em Cuorgnè, em Turim (Itália). Em 1908, ele e sua família foram viver em Turim, perto do oratório de Porta Nuova. Em 1922, já como salesiano, entrou em contacto com o vigário apostólico de Shiu Chow D. Luigi Versiglia, S.D.B., que estava em Turim com o objectivo de atrair missionários para a China e, mais concretamente, para a sua missão em Shiu Chow. Tendo mostrado bastante interesse e insistência, foi por fim mandado para Macau, onde chegou em 1925.Depois de dois anos, a sua terra de missão passou a ser a colónia portuguesa de Timor. Voltando à China, ele foi ordenado sacerdote no dia 18 de Maio de 1929 por D. Luigi Versiglia, que lhe confiou a missão católica de Linchow (ou Lianzhou), na altura dependente do Vicariato Apostólico de Shiu Chow. 
Num ambiente crescentemente influenciado pela propaganda comunista e ultra-nacionalista que incitava ao velho ódio anti-cristão e anti-ocidental, as missões católicas no vicariato estavam em perigo. Em Fevereiro de 1929, o padre Caravario partiu com o seu bispo D. Luigi Versiglia e com alguns leigos de Shiu Chow (ou Shaoguan) para uma visita pastoral com destino em Linchow. Durante a viagem para Linchow, foram todos apresados por piratas que exigiram o pagamento de um resgate para os deixarem prosseguir. O padre Caravario e monsenhor Versiglia tentaram proteger as jovens leigas que viajavam com eles, para que os piratas não se aproveitassem delas. Os bandidos chineses, influenciados pela propaganda comunista, espancaram os dois missionários salesianos, obrigaram-lhes a abandonar o barco e levaram-nos para uma mata perto da aldeia de Li-Thau-Tseul, onde acabaram por ser abatidos a tiro no dia 25 de Fevereiro de 1930.